# Chlosyne lacteus
Chlosyne lacteus är en fjärilsart som beskrevs av Gunder 1928. Chlosyne lacteus ingår i släktet Chlosyne och familjen praktfjärilar. Inga underarter finns listade i Catalogue of Life.